# Corrado de Concini
Corrado de Concini (né le 28 juillet 1949 à Rome) est un mathématicien italien et professeur à l'université La Sapienza de Rome. Il étudie la géométrie algébrique, les groupes quantiques, la théorie des invariants et la physique mathématique.

## Biographie
Il naît à Rome en 1949, fils d'Ennio De Concini, scénariste et réalisateur de renom.
Corrado de Concini obtient en 1971 le diplôme de mathématiques de l'université Sapienza de Rome et en 1975 un doctorat de l'université de Warwick sous la direction de George Lusztig (La Cohomologie mod-2 des groupes orthogonaux sur un corps fini).
En 1975, il est chargé de cours (professore incaricato) à l'université de Salerne et devient en 1976 professeur associé à l'université de Pise. En 1981, il part à l'université de Rome, où en 1983, il est promu professeur d'algèbre supérieure. De 1988 à 1996, il est professeur à l'École normale supérieure de Pise et, à partir de 1996, professeur à l'Université de Rome « La Sapienza ».
De Concini est également chercheur invité à l'université Brandeis, à l'Institut Mittag-Leffler (1981), au Tata Institute of Fundamental Research (1982), à l'université Harvard (1987), au Massachusetts Institute of Technology (1989), à l'université de Paris VI, l'Institut des hautes études scientifiques (1992, 1996), l'École normale supérieure (Paris) (2004, chaire Lagrange Michelet) et au Mathematical Sciences Research Institute de Berkeley (2000, 2002).
De 2003 à 2007, il est président de l'Istituto Nazionale di Alta Matematica Francesco Severi.

## Prix et distinctions
En 1986, il est conférencier invité au Congrès international des mathématiciens à Berkeley (plongements équivariants d'espaces homogènes). En 1990, il est lauréat du prix mathématique de l'Académie italienne des sciences. En 1992, il donne une conférence plénière au premier Congrès européen de mathématiques à Paris (Représentations des groupes quantiques aux racines de 1). En 1986, il reçoit le prix Caccioppoli. Depuis 1993, il est membre correspondant et depuis 2009, membre à part entière de l'Académie des Lyncéens (dont il remporte la médaille d'or en 1990) et, depuis 2005 membre correspondant de l'Istituto Lombardo.